# مركز جيفوردز القانوني لمنع عنف السلاح
مركز جيفوردز القانوني لمنع عنف السلاح (بالإنجليزية: The Giffords Law Center to Prevent Gun Violence)‏ (مركز جيفوردز القانوني)، المعروف سابقًا باسم المجتمع القانوني ضد العنف وكذالك المركز القانوني لمنع العنف المسلح (LCPGV)، هو مركز وطني للشؤون القانونية العامة يقدم المساعدة القانونية للمسؤولين المنتخبين، والمحامين الحكوميين ونشطاء في الولايات المتحدة لتعزيز السيطرة على الأسلحة ومعارضة ملكية الأسلحة النارية. ينشر مركز مركز جيفوردز القانوني معلومات حول قوانين الأسلحة والرقابة على الأسلحة. تعد المنظمة نشطة في تعزيز مراسيم الرقابة على الأسلحة في كاليفورنيا وأماكن أخرى، وكذلك الترافع القضائي للدفاع عن قوانين الرقابة على الأسلحة ضد التحديات. 

## التاريخ
تم تأسيس المركز في أعقاب هجوم إطلاق نار على مكتب محاماة في وسط مدينة سان فرانسيسكو في 1 يوليو 1993. حيث أطلق رجل مسلح بعدة أسلحة، من بينها مسدس نصف آلي، النار على 14 شخصًا في مكتب المحاماة المسمى بيتيت ومارتن في شارع كاليفورنيا 101 في مدينة سان فرانسيسكو قبل أن يصوب مسدسًا على نفسه. ردا على ذلك، أنشأ محامو منطقة خليج سان فرانسيسكو المركز تحت مسمى المركز القانوني لمنع العنف المسلح. 
بدأ المركز في عام 1993 من خلال التركيز على التنظيم المحلي للأسلحة النارية في ولاية كاليفورنيا، وتبني «مشروع قانون محلي» والذي أتاح بنجاح اعتماد قوانين محلية لحيازة الأسلحة في العديد من البلديات.  بحلول عام 1999، بدأت المنظمة في تطوير إستراتيجية وطنية، مع التركيز في البداية على ولايات كولورادو وإلينوي وأوهايو، حيث يسمح قانون الولاية بتنظيم محلي واسع النطاق للأسلحة النارية. 
في عام 2001، أطلقت المركز موقعًا إلكترونيًا لتوفير الوصول إلى قانون الأسلحة المفصل والمواد المتعلقة بموضوع تقنين الأسلحة مثل ملخصات قوانين الأسلحة النارية الفيدرالية والولائية والمحلية؛ مناقشة مفصلة للتعديل الثاني لدستور الولايات المتحدة؛ ملخصات السياسات المتعلقة بالأسلحة النارية؛ البحث والتحليل بشأن قانون وسياسة الأسلحة النارية؛ مذكرات صديق المحكمة المرفوعة في الدعاوى المتعلقة بالأسلحة النارية؛ وتشريعات نموذجية للولايات والمحليات. تم تأسيس الموقع، والمسمى أيضًا مركز قانون الأسلحة النارية، لمساعدة الجهود المحلية لاعتماد قوانين جديدة لمراقبة الأسلحة. 
مع إطلاق الموقع، بدأ المركز رسميًا في تقديم الدعم القانوني للنشطاء والمسؤولين في جميع أنحاء البلاد. كما أطلق برنامج عضوية لتعزيز دور المجتمع القانوني في المساعدة على تعزيز مراقبة الأسلحة ويواصل نشر تقارير وتحليلات شاملة عن العنف باستخدام الأسلحة النارية. بعد قرار المحكمة العليا الأمريكية التاريخي، الذي هم قضيتي مقاطعة كولومبيا ضد. هيلر وماكدونالد ضد. شيكاغو، حيث قضت المحكمة بأن التعديل الثاني يحمي حق الفرد في امتلاك سلاح ناري لأغراض قانونية، أصبح المركز متورط بشكل متزايد في دعوى الترافع ضمن التعديل الثاني من خلال تتبع القضايا التي تثير مطالبات التعديل الثاني. 
في عام 2016، اندمج المركز مع منظمة أمريكيون من أجل الحلول المسؤولة، بقيادة عضوة الكونغرس السابقة غابرييل جيفوردز والمحارب السابق في البحرية ورائد الفضاء المتقاعد في ناسا الكابتن مارك كيلي. في عام 2017، غيرت المنظمة اسمها إلى مركز قانون جيفوردز لمنع عنف السلاح.

## التقارير وتصنيفات الدولة
يصدر المركز بطاقة تقييم سنوية لقانون الأسلحة النارية للولايات الفردية، حيث تحتل ولاية أوهايو، على سبيل المثال، المرتبة 24 من بينها. صرح المركز بأن «أبحاثه تظهر أن الدول ذات قوانين الأسلحة القوية تعاني من عدد أقل من الوفيات بالأسلحة النارية». 

## روابط خارجية
- الموقع الرسمي